# Un baúl lleno de miedo
Un baúl lleno de miedo és una pel·lícula de comèdia mexicana dirigida per Joaquín Bissner, escrita per Danilo Cuéllar i produïda per Roberto Gómez Bolaños. Estrenada en 1997, és protagonitzada per Diana Bracho i Julián Pastor.

## Argument
Esteban Estévez, escriptor de novel·les de misteri, ha d'acabar el seu nou treball, per la qual cosa, a la recerca d'inspiració, es muda a una cabanya aïllada en el bosc amb la seva esposa, Cristina, i el seu secretari, Federico. Secretament, Federico havia estat llogant la cabanya a una misteriosa dona a la qual ell li insta a abandonar la casa abans que arribin Esteban i Cristina. Mentre es va, la dona decideix mantenir una cosa incòmoda dins de la casa: un bagul que conté un cadàver.

## Repartiment
- Diana Bracho com Cristina d'Estévez.
- Julián Pastor com Esteban Estévez.
- Carlos Espejel com Federico.
- Patricia Llaca com Laura Toledo.
- Maya Mishalska com Emilia.
- Miguel Ángel Fuentes com El Vampiro Negro.
- Arturo Amor com a Muerte.

## Producció
Diana Bracho va fer la pel·lícula dos anys després d'haver fet Entre Pancho Villa y una mujer desnuda.
En la seva autobiografia Sin querer queriendo, Roberto Gómez Bolaños va afirmar que la pel·lícula va sofrir d'una «paupèrrima promoció», per la qual cosa «no va aconseguir l'èxit esperat», amb Gómez Bolaños afirmant que el mateix havia succeït amb l'anterior pel·lícula que va produir, ¡Que vivan los muertos!.